# Katholieke Kerk in Sierra Leone
De Katholieke Kerk in Sierra Leone is een onderdeel van de wereldwijde Rooms-Katholieke Kerk, onder het geestelijk leiderschap van de paus en de curie in Rome.
In 2005 waren ongeveer 158.000 (3%) inwoners van Sierra Leone lid van de Katholieke Kerk. Sierra Leone bestaat uit een enkele kerkprovincie met vier bisdommen, waaronder een aartsbisdom. De bisschoppen zijn lid van de bisschoppenconferentie van Gambia en Sierra Leone. President van de bisschoppenconferentie is Patrick Daniel Koroma, bisschop van Kenema. Verder is men lid van de Association of the Episcopal Conferences of Anglophone West Africa en de Symposium des Conférences Episcoaples d’Afrique et de Madagascar.
Apostolisch nuntius voor Sierra Leone is aartsbisschop Walter Erbì, die tevens nuntius is voor Gambia en Liberia.

## Bisdommen

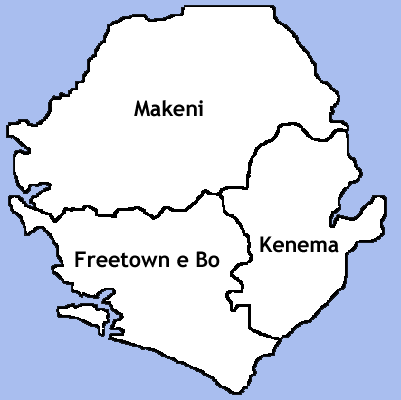
Locatie bisdommen binnen Sierra Leone (situatie voor 2011)

| - Aartsbisdom - Bisdom |

- Freetown
  - Bo
  - Kenema
  - Makeni

## Nuntius
- Apostolisch delegaat
  - Aartsbisschop Romeo Panciroli (6 november 1984 – 18 maart 1992)
  - Aartsbisschop Antonio Lucibello (8 september 1995 – 1996)
- Apostolisch nuntius
  - Aartsbisschop Antonio Lucibello (1996 – 27 juli 1999)
  - Aartsbisschop Alberto Bottari de Castello (18 december 1999 – 1 april 2005)
  - Aartsbisschop George Antonysamy (20 september 2005 – 21 november 2012)
  - Aartsbisschop Mirosław Adamczyk (21 september 2013 – 12 augustus 2017)
  - Aartsbisschop Dagoberto Campos Salas (17 november 2018 – 14 mei 2022)
  - Aartsbisschop Walter Erbì (sinds 20 juli 2022)